# القليعة (بوشابل)
القليعة هو دُوَّار يقع بجماعة بوشابل، إقليم تاونات، جهة فاس مكناس في المملكة المغربية. ينتمي الدوّار لمشيخة بوشابل التي تضم 32 دوار. يقدر عدد سكانه بـ 89 نسمة حسب الإحصاء الرسمي للسكان والسكنى لسنة 2004.

## روابط خارجية
- البوابة الوطنية للجماعات الترابية
- المندوبية السامية للتخطيط